# 卡伦·莫
卡伦·莫（英語：Karen Moe，1953年1月22日—），美国女子游泳运动员。她曾代表美国参加1972年和1976年夏季奥林匹克运动会游泳比赛，其中1972年奥运会获得女子200米蝶泳金牌。